# ВЕС Зандбанк
ВЕС Зандбанк (нім. Sandbank) – німецька офшорна вітрова електростанція, введена в експлуатацію у липні 2017 року.
Місце для розміщення ВЕС обрали у Північному морі за 90 км на захід від острова Зильт, що лежить біля узбережжя Шлезвіг-Гольштейну (безпосередньо північніше від станції починається данський сектор моря). Ще у 2008 році самопідіймальне судно Odin провело тут геотехнічні роботи. Основне ж будівництво розпочалось в 2015-му та завершилось введенням станції в експлуатацію через два роки. Спершу судно Pacific Orca спорудило фундаменти у складі монопаль та перехідних елементів, до яких власне і кріпляться башти вітрових агрегатів. Після цього монтаж турбін здійснило спеціалізоване судно MPI Adventure.
Роботи над з'єднувальними кабелями між вітровими турбінами провадило судно Ndurance, при цьому однотипне Ndeavor забезпечувало засипку траншей. Трансформаторну підстанцію ВЕС Зандбанк спорудив плавучий кран великої вантажопідйомності Stanislav Yudin. Від неї продукція надходить на офшорну платформу SylWin alpha, яка перетворює змінний струм у прямий для транспортування на берег за допомогою технології HVDC (лінії постійного струму високої напруги). Дві кабельні лінії довжиною по 36 км між підстанціями проклало судно Topaz Installer.  
Зандбанк включає 72 вітроагрегати загальною потужністю 288 МВт, під які виділена площа у 60 км2 в районі з глибинами моря від 25 до 37 метрів. Для станції обрали турбіни компанії Siemens типу SWT-4.0-130 з одиничною потужністю 4 МВт та діаметром ротора 130 метрів. Крім того, в майбутньому на території проекту планується встановити ще 64 агрегати з доведенням загальної потужності до 500 МВт.  
Під час експлуатації спеціально спроектоване судно обслуговування буде перебувати в районі станції Зандбанк та розташованої поряд ВЕС DanTysk, забезпечуючи оперативну реакцію ремонтних бригад та поставку запасних частин. 
Загальна вартість проекту, реалізованого компаніями Vattenfall та Stadtwerke München (51 та 49% участі відповідно), становить 1,2 млрд євро. Очікується, що станція вироблятиме 1,4 млрд кВт-год електроенергії на рік.